# Edificio Italia
El Edificio Italia, cuyo nombre oficial es Circolo Italiano, es uno de los rascacielos más importantes y emblemáticos de la ciudad de São Paulo, Brasil. Se levanta en la Avenida Ipiranga 344, es el cuarto edificio de mayor altura de la ciudad de São Paulo y uno de los mayores de Brasil, con una altura de 165 metros desde el nivel de la calle (151 metros en la plataforma de observación), repartidos en 46 plantas y diecinueve ascensores. Inaugurado en 1965, es hoy uno de los monumentos emblemáticos de la ciudad, protegido como patrimonio histórico por ser uno de los mayores ejemplos de arquitectura brasileña verticalizada.
La construcción del Italia fue permitida por las autoridades municipales sólo porque estaba situado en uno de los puntos neurálgicos de São Paulo (en la esquina de Ipiranga y São Luís, en el distrito de República del centro de la ciudad), según los documentos conservados por la administración del edificio. Uno de sus mayores hitos es el restaurante ubicado en la cima, conocido como Terraço Itália, que, además de ser uno de los más famosos de São Paulo, ofrece una vista de 360 grados de la ciudad convirtiéndolo en uno de los más importantes lugares turísticos de la capital paulista. 
En la planta baja del edificio hay también un teatro y una galería de arte. En dos pequeños edificios anexos hay un antiguo club (el Circolo Italiano, que ocupaba la zona incluso antes de que se construyera el edificio). Las demás plantas están ocupadas por oficinas. En el exterior del edificio hay una escultura del artista italiano Pericle Fazzini, el Cavalo Rampante, donada al Circolo Italiano por el Gobierno italiano en 1974.

## Historia
Entre los siglos XIX y XX, la Praça da República era una región extensa pero alejada del centro de São Paulo. La construcción del Viaduto do Chá en 1892 facilitó la ocupación de toda el área hasta la Praça da República, formando el llamado "nuevo centro" (en portugués: "centro novo").
En la primera mitad del siglo XX, São Paulo experimentó un intenso desarrollo industrial y urbanístico y, al convertirse en la mayor ciudad del país, asistió a un importante proceso de urbanización y modernización. Este proceso fue fundamental para la consolidación de grandes proyectos arquitectónicos en las décadas siguientes, como el cercano edificio Copan (1951), el Parque do Ibirapuera (1954) y el MASP (1968).

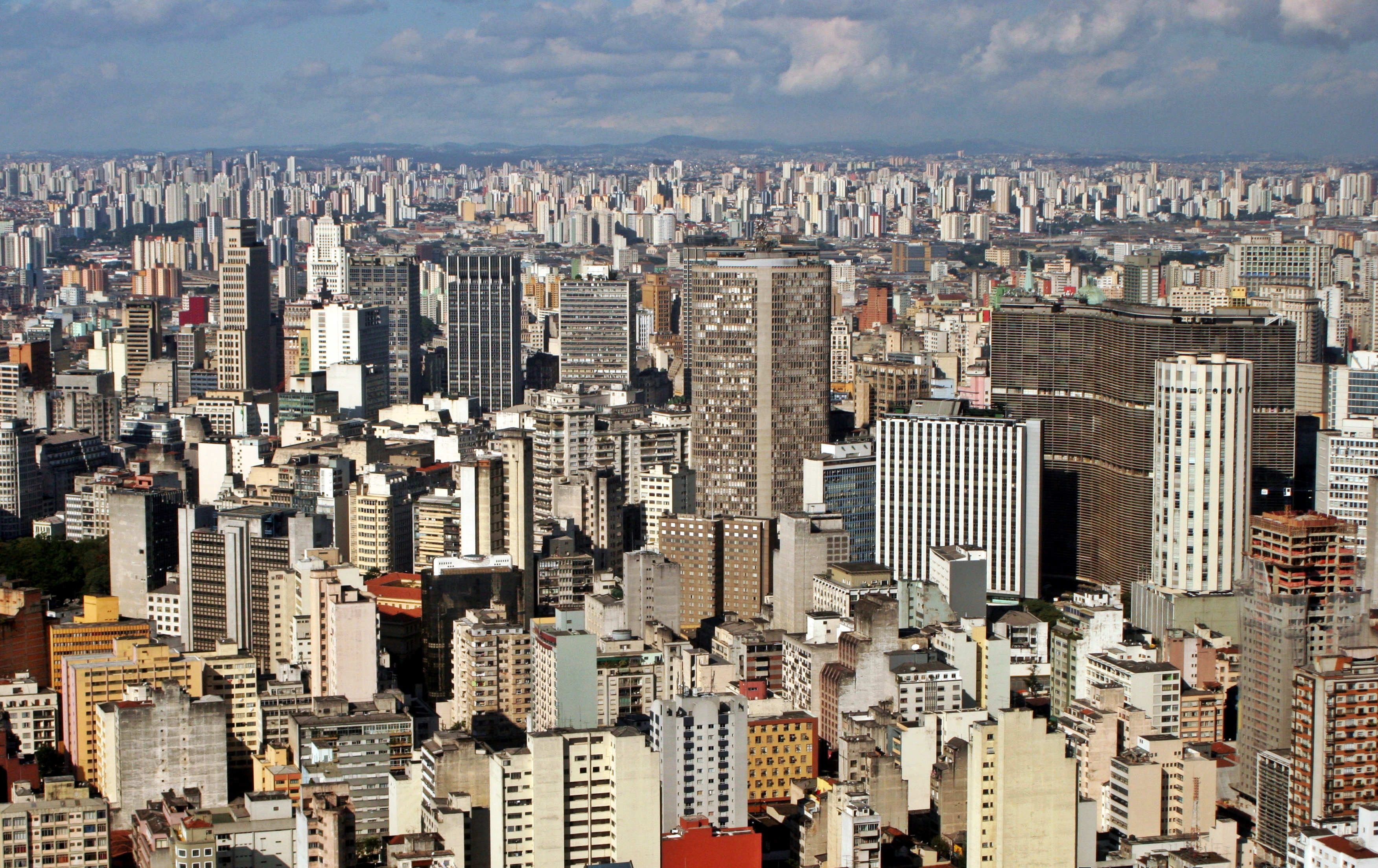
El Edifício Itália', más alto, en el centro, junto al Copan, éste con forma ondulada

La idea del edificio fue responsabilidad de la colonia italiana en São Paulo, organizada a través del Circolo Italiano, cuya sede se encontraba en el terreno donde construiría la torre. Su construcción tuvo gran importancia simbólica para la colonia pues representaba el ascenso social y económico de la inmigrantes italianos, que se había iniciado en el país en las plantaciones de café y que a mediados del siglo XX ya era muy importante en la formación cultural de la ciudad. Por lo tanto, en 1953, la empresa constructora Otto Meinberg comenzó con los planos para construir el edificio, invitando a algunos arquitectos a participar en el concurso para diseñarlo. En el concurso participaron los arquitectos Franz Heep, Gio Ponti y Gregori Warchavchik. A pesar de parecer el menos adecuado para el trabajo, Heep ganó el concurso (después de todo, Gio Ponti era italiano y Gregori había estudiado en Roma, por lo que Heep no tenía ninguna conexión especial con los italianos, que encargaron la obra).
El proyecto comenzó a construirse a principios de la década de 1960 y se terminó en 1965, convirtiéndose en uno de los edificios más altos de la ciudad hasta entonces. El edificio fue equipado con una escalera externa de emergencia, dada la ocurrencia de grandes incendios en la ciudad durante la década de 1970, como en el Andraus y el Joelma.

## Restaurante del Circolo
El Restaurante del Circolo Italiano San Paolo, situado en la primera planta, también se utiliza para eventos de celebración de fechas significativas. Su anexo, el Bar, y el Salón Noble (en portugués: Salão Nobre), se comunican entre sí o son independientes, adaptables a las necesidades de cada evento.
La segunda planta alberga la sala de juegos, la sala de lectura, la sala de billar, las oficinas administrativas y las salas de juntas. El Circolo es propietario del Teatro Italia y de otros espacios del edificio.
También está la Galería Biganti, una sala artística llamada así en honor del gran artista y caricaturista Edmondo Biganti, miembro del Circolo Italiano. Sus obras se exponen junto a muchas otras de famosos nombres del mundo del arte.

## Terraço Itália
El Terraço Itália es un restaurante situado en lo alto del edificio. Al final de su construcción, el empresario italiano Evaristo Comolatti quedó sorprendido por la vista desde lo alto de lo que en aquella época era el rascacielos más grande de São Paulo y decidió abrir un restaurante en ese último piso. El 29 de septiembre de 1967, durante la administración del alcalde Faria Lima, se inauguró un espacio innovador para São Paulo. Su fama ha sido siempre su amplia vista de la ciudad desde todas las direcciones. El lujo y la alta cocina del restaurante lo convirtieron en lugar de encuentro de celebridades y grandes personalidades. Las paredes de cristal y el skyline de la capital han convertido el establecimiento en uno de los mayores lugares turísticos de la capital paulista.
En octubre de 2015, el restaurante sufrió daños y pérdidas de mobiliario tras declararse un incendio en su comedor principal. No hubo heridos en el incidente pero el restaurante permaneció cerrado durante unos días. En noviembre de 2016, una pareja de paracaidistas burló la seguridad del Terraço Itália y saltó en paracaídas desde lo alto del edificio.